# 개혁개방
개혁개방(중국어 간체자: 改革开放, 정체자: 改革開放, 병음: gǎigé kāifàng)이란 중화인민공화국의 덩샤오핑 지도 체제 아래에서, 1978년 12월에 개최한 중국공산당 제 11기 중앙위원회 제 3회 전체회의에서 제안하였고, 그 후 시작한 중국 국내 체제의개혁 및 대외 개방정책을 말한다.

## 시장 경제 이행기(1978년~1992년)

1952년부터 2000년까지의 중화인민공화국 국내 총생산 방향

마오쩌둥 시대의 대약진 운동, 문화대혁명으로 피폐해진 경제를 다시 살리기 위해, 현실파 덩샤오핑은 「네 개의 현대화」를 내걸어 시장경제 체제로 이행을 시도한다. 기본 원칙은 선부론으로 대표하듯이, 먼저 부유해지는 조건을 정하고 부유해져서, 그 영향으로 다른 것이 풍요해지면 좋다고 하는 생각이다.
이것은 지금까지 절대평등주의(네거티브 웰페어)를 벗어난 상징이다. 이로써 농촌 지역에서 11기 3중전회(十一 三中全會) 이후 개혁은 먼저 농촌에서 시작했다. 중국 농촌은 해방 후 토지개혁(土地改革)과 합작화운동(合作化運動)을 거쳐 비록 매우 큰 변화가 일어났지만, 그러나 이후 경제체제와 경제정책은 갈수록 농촌경제 발전에 부응하지 못했다. 주요 문제는 다음과 같다.
즉, 인민공사(人民公社)의 `일대이공(一大二公)`을 강조하여 인민공사를 정부와 경제조직인 공사(公社)로 분리하지 않고 관리에 너무 융통성이 없었기에 농촌경제가 경제원리에 따라 운행하는데 불리하였다.
생산 집체화를 지나치게 강조하여 경영과 독립 채산단위(核算單位)가 지나치게 커져 농민의 생산 의욕을 충분히 고취하지 못했다.
일방적으로 `식량증산을 경제시책의 중심에 둔다(以糧爲綱)`는 정책을 강조하여 각지의 실정에 맞게 대책을 마련하는 다각적인 경영을 제한하였고, 농촌경제 전반적인 발전에 좋지 않은 영향을 미쳤다.
일괄구입(統購) 일괄판매(統銷)를 전면적으로 실행하고 농민의 매매행위를 금지하여 농민의 재산 증식의 길을 차단하였다는 것 등이 그것이다.
1978년 이후 기존 농촌 경제체제 중 이런 폐단을 중국국가가 일련의 새로운 농업정책을 연속적으로 공포하며 과감하게 개혁을 단행하였다.
도시 지역에서는 외자의 적극 유치를 장려해서 광둥성의 선쩐, 푸젠성의 아모이 등에 경제특구가 상하이, 톈진, 광저우, 따롄 등의 연안부 여러 도시에 경제기술개발구를 설치한다. 화교나 구미 자본을 적극적으로 도입하는 것으로 자본이나 기술 이전 등 완수하는 한편, 기업의 경영자주권의 확대 등의 경제체제의 개혁을 진행했다.
개혁·개방 정책은 동시에 중국 사회에 큰 모순을 낳았다. 농촌 지역과 도시 지역, 연안부와 내륙부에 경제 격차가 확대되어, 관료의 부정부패가 한층 심각해졌다. 인플레나 실업도 눈에 띄게 늘었고, 공산당에 대한 불만은 높아졌다. 1989년에는 천안문 사건이 발생하여, 개혁·개방은 일시 중단하였다.

## 사회주의 시장 경제(1992년~)

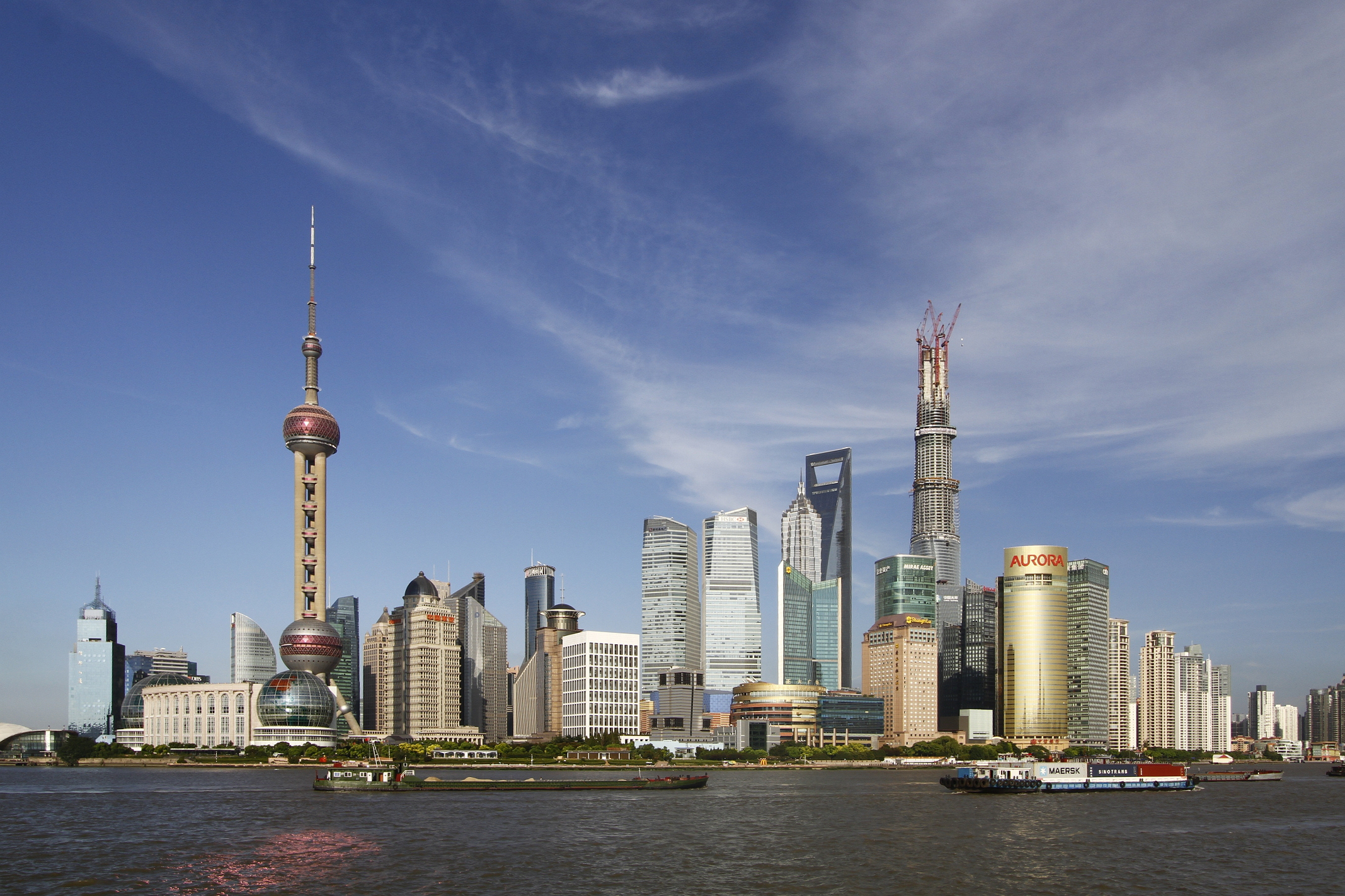
상하이의 금융 중심구 루자쭈이

1992년 이후, 다시 개혁·개방을 추진하여 경제성장은 단번에 가속화했다. 그러나 도시와 농촌, 연해부와 내륙부 지역 격차는 심화하여, 특히 농민의 불만이 높아졌다. 공산주의 시장경제 체제 아래에서, 장쩌민, 주룽지 정권은 격차 해소와 경제개혁에 시동을 걸었다. 격차 해소를 서부 대개발, 국영기업 개혁에 따른 실업자의 증대, 민공조, 삼농문제라고 하는 새로운 문제가 발생했다. 이러한 문제를 안고서도, 지금 중국 경제는 「세계의 공장」이라고 부를 정도로 성장하여, 생산대국의 지위뿐만 아니라 미국, 유럽, 일본의 뒤를 잇는 제4의 시장으로 기대하였다. 2001년에는 WTO의 회원 가입을 완수한다.
2002년부터 후진타오 정권이 발족하였다. 2020년의 GDP를 2000년의 4배로 잡고(연평균 7. 2%성장), 중진국이 되는 비전을 제시하고, 전면적인 소강사회(小康社會) 건설을 새로운 목표로 내걸었다. 「소강」(小康)이란 예와 법을 통해 백성들을 다스려 편안하게 한다는 말로 여기에서는 의식이 뒤처지지 않고, 한층 더 생활을 향상하여, 의식이 충분한 상태에 이르는 것이다. 연안부뿐만이 아니라, 내륙부의 경제 수준을 끌어올리는 것이 목적이다.
2003년에는 전국인민대표대회(전인대)에서 원자바오를 수상으로 선출하여 주룽지의 경제개혁을 계승하였다. 2004년에는 사유재산권 보호를 명기한 헌법 개정안을 전국인민대표회에서 채택하여 주식 제도, 기업통치 제도 등, 국유기업의 개혁을 위한 정책도 제시하였다. 또 2007년 전국인민대표회의에서 사유재산의 보호를 명기한 물권법, 국내기업과 외자기업의 소득세율의 격차를 시정하는 기업소득세법을 채택했다. 2008년 베이징 올림픽이 2010년 상하이 엑스포 개최 결정되어, 개혁·개방 정책은 한층 더 진전하리라고 기대했었다. 더욱이 후진타오 정권은 화목한 사회라고 하는 각 계층 간 조화로운 사회실현을 목표로 삼았다.

## 개방 정책

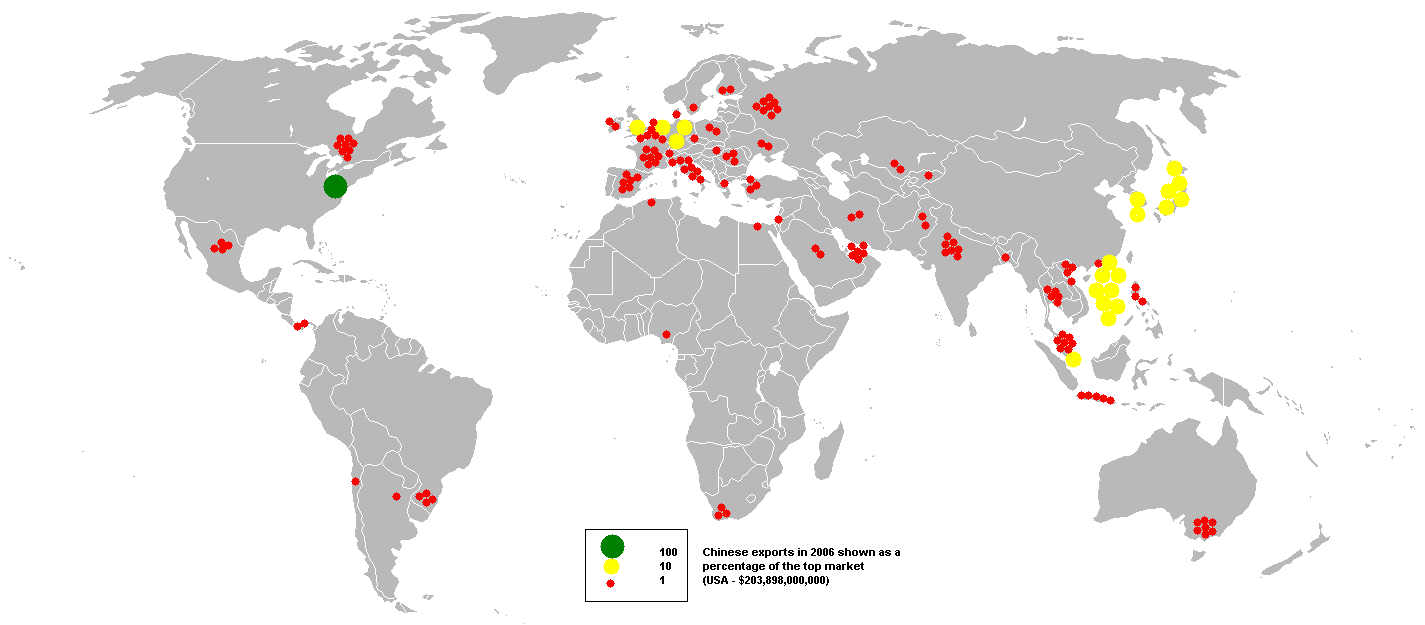
2006년으로 봐서 중화인민공화국 수출의 세계 분포

중국정부는 1978년 경제체제 개혁을 결정하며 동시에 대외개방 정책도 계획했다. 1980년부터 차례로 광둥성의 선쩐, 주하이, 샨터우, 푸젠성의 아모이 및 하이난성에 5 곳의 경제특구를 설치했다. 1984년에는 다롄, 진황도, 톈진, 옌타이, 칭다오, 연운항, 난통, 상하이, 닝보, 원저우, 푸저우, 광저우, 전장(湛江), 베이하이의 14개 연해 도시를 개방했다.
1985년 이후, 장강 삼각주, 주강 삼각주, 남 트라이앵글(아모이, 촨저우, 장저우), 산둥반도, 랴오둥반도, 허베이성, 광시 좡족 자치구를 경제개방구로서 연해 경제개방 지대를 형성했다.
1990년 중국 정부는 상하이 푸둥신구의 개발과 개방을 결정해, 일련의 장강 연안도시의 개방을 한층 더 진행해 포동신구를 용두로 하는 장강 개방지대를 형성했다. 1992년 이후는 변경 도시나 내륙의 모든 성도와 자치구 수도를 개방했다. 이어진 조치로 1년에 15곳의 보세구, 49곳의 국가급 경제기술 개발구와 53개소의 하이테크 기술산업 개발구를 개설했다.
이와 같이 중국은 연해, 연강, 연변, 내륙지구를 결합해 전방위, 다차원, 광역의 대외 개방구조를 형성하였다. 대외 개방지구에서 다양한 우대정책을 실시해 외향형의 경제, 수출 확대, 선진기술 도입 등의 면에서 성과를 거두었다.

## 같이 보기
- 페레스트로이카
- 도이 머이
- 사회주의 시장 경제